# Giuntino Lanfredi
Giuntino Lanfredi itáliai ghibellin nemesi családból származó költő.
Két szonettje maradt fenn, amelyek közül az egyiket Antonio da Ferrarának, illetve Puccinak is tulajdonították korábban.

## Művei
- Si lamenta perseguitato dalla cattiva fortuna[4]
- Per la sua povertá né anche la Morte voul aver che fare con lui[4]

### Magyar fordításban
- Párbeszéd a Halállal – szonett – Rónai Mihály András fordításában[5]

## Külső hivatkozások
- https://www.antikvarium.hu/konyv/giordano-bruno-francesco-petrarca-nyolc-evszazad-olasz-kolteszete-80982
- https://archive.org/details/sonettiburleschi00mass
- https://archive.org/details/sonettiburleschi02mass